# 黄少华 (1956年)
黄少华（1956年7月—），女，安徽蚌埠人，享受国务院特殊津贴专家，中国美术家协会会员。

## 生平
黄少华1982年毕业于安徽师范大学，1993年于北京画院研修。1986年起任教于合肥师范学院，曾任合肥师范学院中国画研究所所长。

## 社会兼职
中国画学会理事，中国女画家协会理事，安徽省美术家协会副主席，安徽省第十一届、十二届人大常委会委员。

## 作品参展
- 1984年，作品《故土》入选第六届全国美展
- 1989年，作品《中华女杰》入选第七届全国美展
- 1993年，作品《绿叶山庄》入选全国首届山水画展
- 1994年，作品《村花》入选第八届全国美展
- 1995年，作品《瑞》入选亚洲女画家邀请展
- 1999年，作品《沁》入选第九届全国美展，获铜奖
- 2009年，作品《农民工》入选第十一届全国美展
- 2010年，作品《农民歌会》入选第九届中国艺术节—全国优秀美术作品展